# Strandvillan, Djurgårdsbrunn

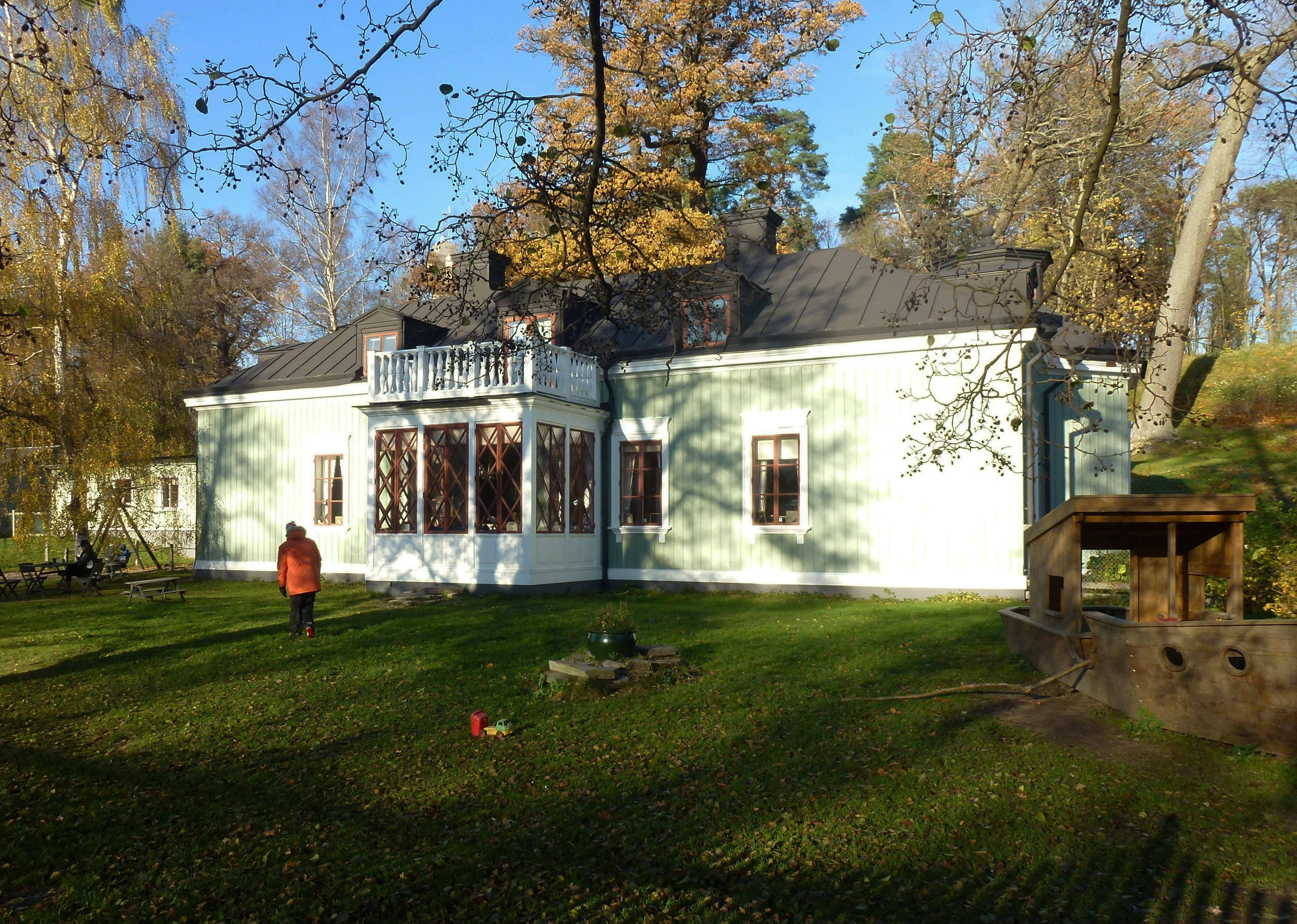
Strandvillan fasad mot syd, 2014.

Strandvillan (även Villa Eureka, Säwes villa och Wicanderska villan) är en byggnad vid Lidovägen 25 på Djurgården i Stockholm. Byggnaden uppfördes på 1830-talet som ett karbadhus. I villan ligger idag  (2014) Djurgårdens Montessoriförskola.

## Historik

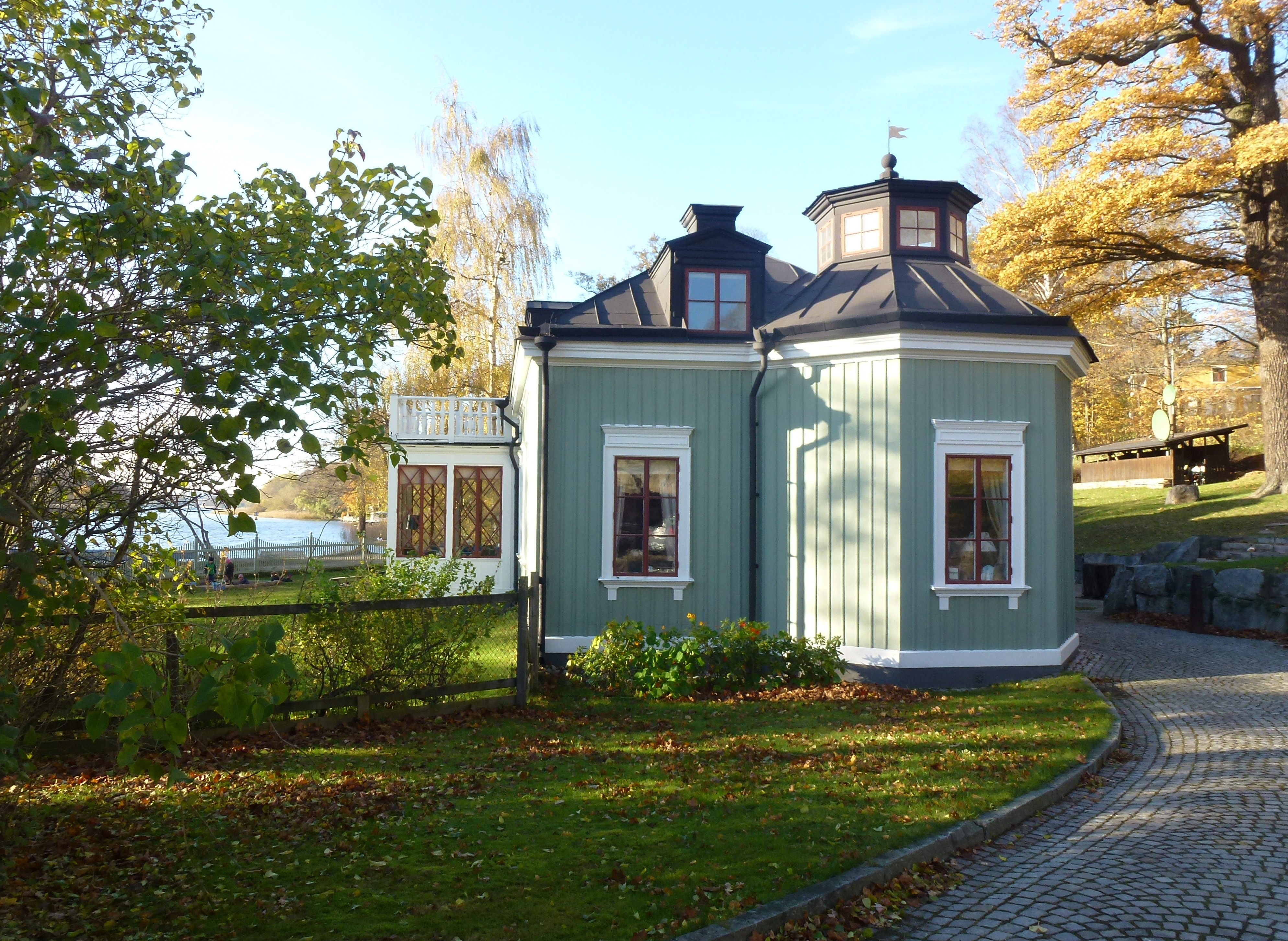
Strandvillan fasad mot öst, 2014.

Huset uppfördes 1830 på initiativ av livmedikus professor S.F. Säwe, som redan tidigare hade planer på att inrätta en badanläggning i Villa Fridhem på Hundudden, som han dock inte genomförde. Säwe realiserade istället sin idé på platsen för nuvarande Stockholms Roddförenings klubb- och båthus. På en karta från 1844 finner man här beteckningen ”Badhus” och strax intill står ”Säwes Villa”, som troligen avser den ursprungliga Strandvillan. Den låg då lite högre upp i sluttningen mot Djurgårdsbrunnsviken. Förmodligen flyttades villan till sin nuvarande plats i slutet av 1800-talet. Platsen för en badinrättning var väl vald, direkt i anslutning öster om den fanns Djurgårdsbrunn med sin hälsokälla.
Byggnaden placerades med långsidan mot Djurgårdsbrunnsviken. Det rör sig om ett panelat trähus i en våning med två åttkantiga, lanterninkrönta hörnrum på varje kortsida. I det västra låg matsalen och i det östra ett skrivrum. I husets centrum, med utsikt över Djurgårdsbrunnsviken och Djurgårdsbrunnskanalen anordnades vardagsrummet och på vindsvåningen låg några sovrum. Fasaderna är avfärgade i ljusgrön kulör med vita snickeridetaljer. Taken är täckta med svartmålad plåt.
Villan kallades under många år även Wicanderska villan efter August Wilhelm ”Pippi” Wicander, en tidigare ägare. Han var brorson till Hjalmar Wicander, grundade Wicanders korkimperium. Samma namn gavs även till Villa Lusthusporten vid Djurgårdsvägen. 
Under årens lopp har Strandvillan byggts om och till ett flertal gånger. I mitten av 1990-talet återställdes villan till sitt utseende från 1870 såväl in- som utvändigt. År 2000 utfördes ytterligare en ombyggnad för att anpassa huset till förskoleverksamhet.